# 福島大火
福島大火（ふくしまたいか）は、福島県の福島城下町および近代の福島市市街地で起きた大火災。
福島旧城下町では幾度となく大火が起きているが、近代以降で最も被害を被った、1881年4月25日に福島県福島町（現在の福島市）で起こった火災（別名：甚兵衛火事）を指すことがほとんどである。本ページでは代表的な大火を記載する。

## 半三郎火事
1706年3月18日（宝永3年2月4日）未明に信夫郡福島村（現在の福島市）で起こった江戸時代最大規模の大火災。
福島城下の北西端に位置する本町塩屋半三郎宅より出火。強烈な西風が吹いており、福島城下7町のうち上町（現：大町・上町）と馬喰町（現：豊田町）を除く5町で被害を受け、福島城郭内の4分の3を焼失させた。
詳細な被害は長屋292軒、福島城内で焼け残ったのは大手門付近と北二の丸のみである。新築1年の櫓は被害を免れた。

## 甚兵衛火事
1881年4月25日16時10分ごろに福島県福島町（現在の福島市）で起こった近代以降最大規模の大火災。
福島市街地の入口および南端に位置する福島町1丁目（福島柳町）銭湯みどり湯（二階堂甚兵衛方）より出火。発火原因はタバコの火の不始末によるもの。
火災当日は強烈な南風が吹いていたため市街地南端部から火の手が北上、市街地中部の福島町10丁目（福島上町）までにおよび、死者7名、焼失1785戸を記録した。奇跡的にも福島県庁舎や福島町役場などの政治的中枢機関への被災は避けられた。